# Khalifa ben Hamad Al Thani
Pour les articles homonymes, voir Al Thani.
Ne doit pas être confondu avec Hamad ben Khalifa Al Thani.
Le cheikh Khalifa ben Hamad Al Thani (arabe : خليفة بن حمد آل ثاني), né le 17 septembre 1932 à Al Rayyan et mort le 23 octobre 2016 à Doha, est un membre de la dynastie Al Thani, émir du Qatar de 1972 à 1995.

## Biographie
Fils de Hamad ben Abdallah Al Thani (en), prince héritier du Qatar décédé en 1948,  Khalifa devient en 1960 l'héritier de son cousin l'émir Ahmad ben Ali Al Thani, puis Premier ministre (le premier de l'émirat) le 29 mai 1970. L'année suivante, le pays proclame son indépendance le 3 septembre et rejoint la Ligue arabe.
Le 22 février 1972, il dépose son cousin l'émir Ahmad et lui succède, tout en conservant sa fonction de Premier ministre. Il commence la réorganisation de son gouvernement avec comme première tâche de nommer un ministre des Affaires étrangères et un conseiller pour l'éclairer dans la gestion des affaires quotidiennes du pays.
Sous son règne, le Qatar devient membre fondateur du Conseil de coopération du Golfe en 1981. Le 18 juillet 1989, le conseil des ministres du Qatar est remanié pour la première fois, avec le départ de presque tous les anciens ministres. Le 1er septembre 1992, le conseil est remanié de nouveau et passe de quinze à dix-sept membres. C'est également sous son règne qu'est institué l'ordre de préséance au Qatar.
En 1991, la production de gaz naturel dans le nord du Qatar commence. Ce champ possède des réserves d'environ 250 trillions de pieds cubes (7 100 km3) et des réserves possibles de 500 trillions de pieds cubes (14 200 km3). Les recherches pour trouver davantage de pétrole continuent.
Le 27 juin 1995, pendant que Khalifa se trouve à Genève, son fils Hamad le destitue par un coup d'État sans violence mettant fin à ce qu’il disait avoir été "une période de dérive politique et financière". Le souverain déchu s'exile en France avant de retourner au Qatar en 2004. Bien que réputé plus conservateur que son fils, il est reconnu comme étant celui qui a commencé le processus de modernisation du pays.
Il meurt le 23 octobre 2016 à Doha au Qatar.

## Mariages et descendance
Le cheikh Khalifa a eu 4 épouses et 15 enfants (5 garçons et 10 filles, portant le prédicat d'altesse) :
1. Cheika Amna bint Hassan bin Abdulla Al Thani (1973-1991)
  1. Cheikh Abdelaziz ben Khalifa Al Thani
  2. Cheikha Noora bint Khalifa
2. Aisha bint Hamad Al Attiyah
  1. Cheikh Hamad ben Khalifa Al Thani (né en 1952), émir du Qatar (1995-2013)
  2. Cheikha Hissa bint Khalifa
  3. Cheikha Amina bint Khalifa
  4. Cheikha Jafla bint Khalifa
  5. Cheikha Amal bint Khalifa
3. Cheikha Rudha bint Jassim bin Jabr Al Thani
  1. Cheikh Abdallah ben Khalifa Al Thani (né en 1959), Premier ministre (1996-2007)
  2. Cheikh Muhammad ben Khalifa
  3. Cheikha Aisha bint Khalifa
  4. Cheikha Mouza bint Khalifa
  5. Cheikha Maryam bint Khalifa
4. Mouza bint Ali ben Saud Al Thani
  1. Cheikh Jassim ben Khalifa
  2. Cheikha Al Anud bint Khalifa
  3. Cheikha Nouf bint Khalifa

## Décorations étrangères
- Grand collier de l'ordre du roi Abdelaziz (Arabie saoudite)
- Grand-croix de l'ordre de Bonne Espérance (Afrique du Sud)
- Chevalier du grand ordre de Mugunghwa (Corée du Sud)
- Grand cordon de l'ordre du Nil (Égypte)
- Grand cordon de l'ordre de la République égyptienne
- Grand-croix de la Légion d'honneur (France)
- Grand-croix de l’ordre d’Isabelle la Catholique (Espagne)
- Grand cordon de l'ordre de l'Étoile de la république d'Indonésie (en)
- Grand-croix de l'ordre de la Couronne perse (État impérial d'Iran)
- Chevalier grand-croix avec collier de l'ordre du Mérite de la République italienne
- Grand cordon de l'ordre du Chrysanthème (Japon)
- Collier de l'ordre de Ali ibn Hussein (Jordanie)
- Collier de l'ordre de Moubarak le Grand (en) (Koweït)
- Grade extraordinaire de l'ordre du Mérite du Liban (Liban)
- Collier de l'ordre du Trône (Maroc)
- Grand cordon de l'ordre national du Mérite (Maurétanie)
- Grand-croix de l'ordre de l'Aigle aztèque (Mexique)
- Collier de l'ordre de la république de Pakistan (en) (Pakistan)
- Collier de l'ordre national du Mérite (Oman)
- Chevalier commandeur de l'ordre du Bain (Royaume-Uni)
- Chevalier grand-croix honoraire de l'ordre de Saint-Michel et Saint-Georges (Royaume-Uni)
- Grand-croix de l’ordre national du Lion (Sénégal)
- Collier de l’ordre El-Nilein (Soudan)
- Collier de l'ordre de l'Indépendance (Tunisie)
- Grand cordon de l'ordre de la République (Tunisie)
- Grand-croix de l'ordre du Libérateur (Venezuela)